# جنگاور (آلبوم کشا)
 جنگاور (به انگلیسی: Warrior) دومین آلبوم استودیویی از خواننده-ترانه‌پرداز آمریکایی کشا می‌باشد که در ۳۰ نوامبر سال ۲۰۱۲ از سوی کموساب و آرسی‌ای رکوردز منتشر گردید.
این آلبوم در جدول‌های یونان و آمریکا جزو ده آلبوم اول قرار گرفت.

## ئی‌پی واپاشیده
واپاشیده (به انگلیسی: Deconstructed) دومین آلبوم چندآهنگهٔ کشا می‌باشد که در ۳۰ نوامبر سال ۲۰۱۲ به‌همراهٔ جنگاور منتشر گردید. این ئی‌پی به‌عنوان دیسک جایزه در نسخهٔ هوادارانی این آلبوم منتشر شد و فقط از طریق وبگاهٔ کشا در ایالات متحده قابل خریداری بود. واپاشیده حاوی پنج آهنگ بود و چهارتای آن‌ها نسخه‌های جدید از ترانه‌های قدیمی‌تر کشا بودند و یکی از آن‌ها کاور کشا از ترانهٔ «شعله‌های قدیمی نمی‌توانند برای تو شمع باشند» دالی پارتن می‌بود که وی با مادرش پیبی سیبرت نوشته بود.

### فهرست ترانه‌ها
| شماره      | نام                                         | نویسنده(ها)                                                           | تهیه‌کننده(گان) | مدت   |
| ---------- | ------------------------------------------- | --------------------------------------------------------------------- | -------------- | ----- |
| ۱.         | «شعله‌های قدیمی نمی‌توانند برای تو شمع باشند» | هیو موفات پیبی سیبرت                                                  | گرگ کرستین     | ۳:۴۰  |
| ۲.         | «ضربه»                                      | کشا سیبرت کلاس اوهلوند لوکاز گوتوالد آلن گریگ بنجامین لوین مکس مارتین | کرستین         | ۳:۱۲  |
| ۳.         | «آهنگ هارولد»                               | ک‌سیبرت جوشوا کولمن                                                    | کرستین         | ۴:۵۵  |
| ۴.         | «جوان مرگ»                                  | ک‌سیبرت گوتوالد لوین نیت روس هنری والتر                                | کرستین         | ۳:۲۲  |
| ۵.         | «فراطبیعی»                                  | ک‌سیبرت گوتوالد مارتین بونی مک‌کی والتر                                 | کرستین         | ۴:۲۷  |
| مجموع مدت: | مجموع مدت:                                  | مجموع مدت:                                                            | مجموع مدت:     | ۱۸:۵۶ |